# Coronación de Carlos VII de Francia
El viaje que tenía que llevar a Carlos VII hacia su consagración se presentaba muy difícil aun contando con la presencia de la Pucelle, la cual había demostrado que, gracias a su habilidad para alentar a un ejército anímicamente derrotado, dada la dinámica negativa de la cual venía, no mentía cuando decía que la única prueba para saber si era cierto que era una enviada, no era otra que el que ella libraría a Orleans de su asedio y llevaría el rey a Reims, aunque Reims en aquel momento estaba guardada por los borgoñones, como gran parte del trayecto que conducía a esa ciudad. 

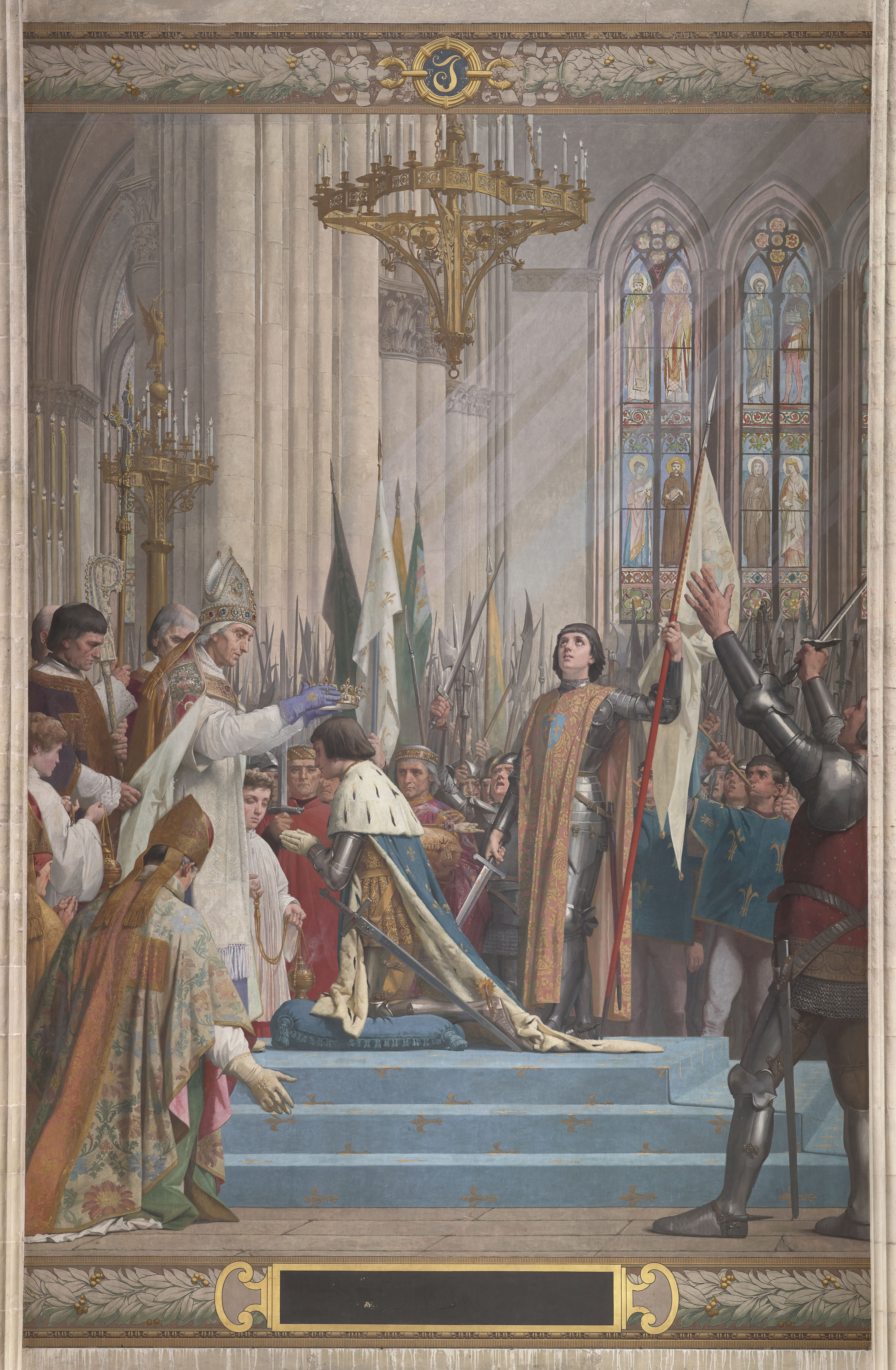
Coronación de Carlos VII de Francia (1429), detalle de la pintura Juana de Arco (1886–1890) por Jules Eugène Lenepveu.

La comitiva de la corte inició el camino hacia esa ciudad, pero se encontró con un panorama no esperado: la fama de la Pucelle se había extendido por buena parte del territorio y aquello había hecho que el ejército armagnac del delfín fuese temido. Aquello fue una sorpresa que se fueron encontrando al paso por las diferentes villas de renombre que había en la ruta que llevaba a Reims, bien al norte de Francia. Así pues, Juana pasó sin demasiados problemas por sucesivas ciudades como Gien, Saint Fargeau, Mézilles, Auxerre, Saint Florentin y Saint Paul (ruta que hizo desde la victoria de Patay el 18 de junio, hasta el 5 de julio en Troyes). 
Desde Gien, por ejemplo, se fueron enviando invitaciones a diversas autoridades para asistir a la consagración del delfín, quien quería hacer saber a todo el mundo que sería oficialmente el nuevo rey legítimo de Francia. Antes de llegar a Mézilles, Carlos agrupó todos los contingentes que formarían el ejército real que le habían de escoltar hasta Reims (29 de junio). De Auxerre se llegó a prever una guerra dado que había una pequeña guarnición enemiga, pero después de tres días de negociaciones se consiguió obtener la colaboración de estos con Carlos VII y las consecuentes provisiones con tal de proseguir la ruta (aproximadamente el 1 de julio).
El siguiente escollo en el camino era la ciudad de Troyes; una ciudad con guarniciones borgoñonas de más de medio millar de hombres. Aquí se presentaron dos opciones: seguir o hacer un cambio de estrategia y encargarse de llegar a Reims en otro momento. La voz predominante la llevaron los nobles de sangre real, que intentaron imponer su criterio. Estos, y la mayoría de los capitanes, creyeron conveniente llevar la batalla a la zona de Normandía como siguiente paso, antes de pasar por Reims. En este sentido persuadieron al delfín. Pero Juana era contraria a esta decisión, ya que dijo que sus voces le habían indicado que el camino a seguir en aquel momento no era otro que la coronación definitiva del delfín en Reims, porque aquello ayudaría a menguar la autoridad, el soporte y el poder de sus enemigos. Y con esta idea fue a convencerlo, acompañada de Jean de Orleans, el Bastard en Troyes, después de haber convencido a la mayoría de los capitanes, según el propio Bastard confesaba en el proceso de nulificación.
Mientras tanto, la ciudad de Troyes se dividía entre la gente que estaba dispuesta a aguantar y los burgueses de la ciudad, que temblaban ante la llegada del ejército real y las duras consecuencias que podía tener verse involucrados en un asedio. 
Hacer cambiar al rey de opinión resultó muy complicado, pero Juana lo consiguió gracias al argumento de sus voces. El Bastard recordó en el proceso lo siguiente: “”Noble Delfín” dijo ella “ordena a tu gente que vaya y ponga en asedio el pueblo de Troyes, y no perdáis más tiempo en tales largos consejos. En nombre de Dios, antes de que hayan pasado tres días, yo os llevaré hacia el interior del pueblo, de buenas maneras o por la fuerza, y dejaremos atónitos de gran manera a los falsos borgoñones.”” De esta manera, el rey aceptó y se decidió avisar a la villa de las intenciones reales, amenazándolos; lo cual no atemorizó desde un primer momento a la ciudad, creando así un clima prebélico; Juana incluso comenzó a colocar estratégicamente a las tropas de manera perfecta, ya que dijo que dos o tres de sus soldados más experimentados no lo podrían haber hecho mejor. Una de los encuentros más importantes fue entre Juana y el hermano Ricard, enviado por los troyenses. De este encuentro, Ricard resultó convertido en un hombre fiel a la causa armagnac, según un burgués de París en el libro titulado “Le Journal d'un Bourgeois de Paris”. Es un libro anónimo, pero se sobreentiende que lo escribiría aquel que se puso en el título de este.
El ejército permaneció a las puertas de Troyes durante cinco días con las negociaciones, del 5 al 10 de julio. El 9 de julio se permitió entrar al rey a la ciudad y el diez penetró el ejército. La guarnición borgoñona permaneció quieta en el centro de la ciudad con cierta pasividad, decidiendo no luchar. A raíz de la resolución del estorbo más poderoso de la ruta, las siguientes villas supusieron una especie de camino de rosas. El 12 de julio se llegó a Arcy y un día después a Châlons, ciudad que, espantada, no dudó en entregar rápidamente las llaves de la ciudad al delfín. Estas dos últimas ciudades, con Troyes, quedaban muy cerca en el mapa de Domrémy y Vaucouleurs, se puede decir que Juana había vuelto a sus orígenes habiendo dado una vuelta por el reino francés habiendo recogido toda una serie de triunfos que ella misma había pronosticado y prometido. Fue por estos pueblos en los que Juana se reencontró con gente de Domrémy, como un primo suyo cisterciense llamado Nicholas Romée, o Jean Morel, padrino de ella, entre otros villanos.
El día 15 de julio, la Chevauchée (la cabalgada) como se conoce en francés, llegó al castillo de Sept-Saulx no muy lejos ya de Reims, donde tendría que esperar a los acontecimientos que le permitieran entrar en la ciudad. No tardaron estos hechos mucho en producirse, ya que el mismo día el delfín recibió en una carta la sumisión formal de las autoridades de Reims a él y a su ejército. Así pues, con precaución desestimaron la opción de resistir sabiendo que un asedio probablemente no les comportaría apenas beneficios. Finalmente el 16 de julio entró la comitiva armagnac en la ciudad de Reims.

## La coronación del delfín en Reims

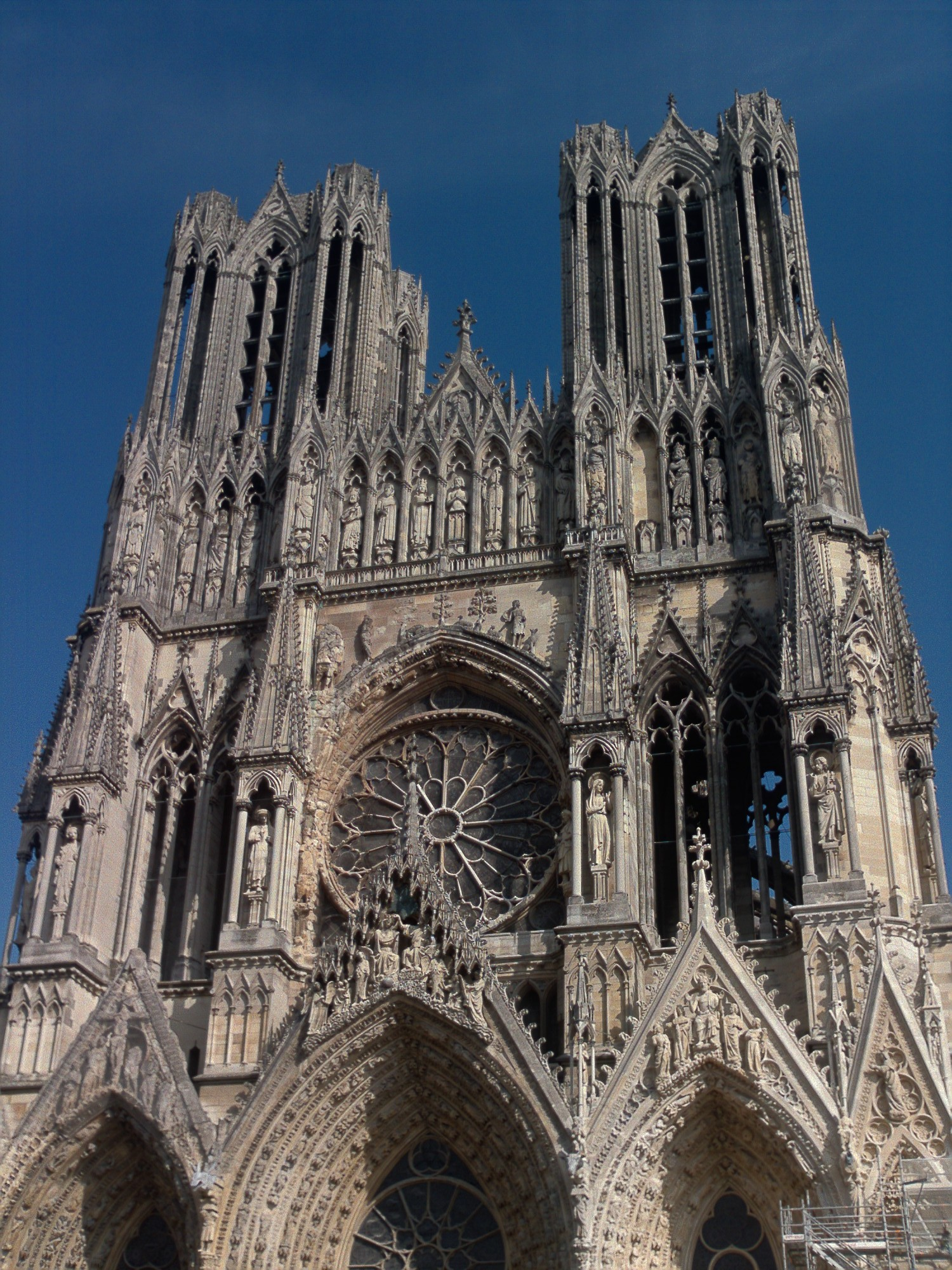
Catedral de Reims.

Sabemos que el día de la consagración definitiva del rey francés en Reims fue el 17 de julio. No fue la ceremonia más espléndida del momento, ya que las circunstancias de la guerra lo impedían, pero el ritual se llevó a cabo de todos modos. Juana asistió y parece que en una posición privilegiada y con su estandarte, lo que delató uno de los momentos claves en la historia de Juana, representado en algunos cuadros. Este momento es tomado tradicionalmente como el clímax de la epopeya de Juana, el punto más álgido.
La ceremonia estuvo falta de algunos elementos tradicionales, que fueron sustituidos, como por ejemplo algunos objetos simbólicos reales. Lo que sí se consiguió fueron los elementos originales para la unción; es decir, la crema de la Santa botella traída de la Abadía de Saint Remy.
- Datos: Q6417963